# تاتسویا هاسگاوا
تاتسویا هاسگاوا (انگلیسی: Tatsuya Hasegawa؛ زادهٔ ۷ مارس ۱۹۹۴) بازیکن فوتبال اهل ژاپن است.
از باشگاه‌هایی که در آن بازی کرده‌است می‌توان به باشگاه فوتبال کاوازاکی فرونتال اشاره کرد.